# Langur gris del Nepal
El langur gris del Nepal (Semnopithecus schistaceus) és una espècie de langur gris endèmic de l'Himàlaia, al Nepal, l'extrem sud-occidental de la Xina, el nord de l'Índia, el nord del Pakistan, Bhutan i possiblement l'Afganistan. Viu en boscos a altituds d'entre 1.500 i 4.000 msnm. El límit oriental de la seva distribució a l'Índia és el Parc Nacional de Buxa, al nord de Bengala Occidental, almenys fins al riu Rydak.
El langur gris del Nepal és un animal terrestre i arborícola. La seva dieta es compon de fulles. El langur més pesant que s'ha documentat era un mascle de langur gris del Nepal que pesava 26,5 kg.